# Rubén Quintanilla
Rubén Quintanilla Rodríguez (Barcelona, España, 3 de abril de 2002), más conocido deportivamente como Rubén Quintanilla, es un futbolista español que juega como centrocampista en el Burgos C. F. de la Segunda División de España.

## Trayectoria
Nacido en Barcelona, es un jugador formado en las categorías inferiores del Club de Fútbol Damm hasta 2020, cuando ingresa en las bases del RCD Mallorca para jugar en su equipo juvenil. 
En la temporada 2021-22, firma en calidad de cedido por el EC Granollers de la Tercera Federación.
Al regreso de su cesión, jugaría desde 2022 a 2024 en las filas del RCD Mallorca B de la Tercera Federación.
El 28 de mayo de 2023, debuta con el primer equipo del RCD Mallorca en la Primera División de España, en un encuentro frente al FC Barcelona, que acabaría con derrota por tres goles a cero.
El 1 de noviembre de 2023, disputa un encuentro de la Copa del Rey con el RCD Mallorca, en un encuentro frente al CD Boiro.
El 23 de julio de 2024, firma por la UD Almería para reforzar a su equipo filial de la Segunda Federación.
El 13 de diciembre de 2024, debuta con el primer equipo de la UD Almería en la Segunda División de España, frente al CD Mirandés, donde jugaría otros cuatro partidos más con el equipo almeriense.
El 2 de febrero de 2025, firma como jugador del Burgos C. F. de la Segunda División de España, cedido por la UD Almería hasta el final de la temporada tras renovar hasta 2027.

## Clubes
| Club                        | País   | Años            |
| --------------------------- | ------ | --------------- |
| RCD Mallorca B              | España | 2021-2024       |
| EC Granollers (cedido)      | España | 2021-2022       |
| RCD Mallorca                | España | 2023            |
| Unión Deportiva Almería "B" | España | 2024-2025       |
| UD Almería                  | España | 2024-actualidad |
| Burgos CF (cedido)          | España | 2025-presente   |